# Ch’angsŏng
Ch’angsŏng (kor. 창성군, Ch’angsŏng-gun) – powiat w Korei Północnej, w prowincji P’yŏngan Północny. W 2008 roku liczył 26 577 mieszkańców. Graniczy z powiatami Pyŏktong na północnym wschodzie, Tongch’ang na południu, Tae’gwan i Sakju na zachodzie, a także z należącą do Chin prowincją Liaoning na północy.

## Historia
Przed wyzwoleniem Korei spod okupacji japońskiej powiat składał się z 9 miejscowości (kor. myŏn) oraz 51 wsi (kor. ri). W obecnej formie powstał w wyniku gruntownej reformy podziału administracyjnego w grudniu 1952 roku. W jego skład weszły wówczas tereny należące wcześniej do miejscowości Ch’angsŏng i Sinch’ang (obie poprzednio znajdowały się w powiecie Ch’angsŏng). Powiat Ch’angsŏng składał się wówczas z jednego miasteczka (Ch’angsŏng-ŭp) oraz 18 wsi. W listopadzie 1963 roku wsie Kan’am oraz Jung połączyły się, tworząc istniejącą do dziś wieś Yaksu.

## Gospodarka
Lokalna gospodarka oparta jest na rolnictwie i hodowli zwierząt. Na terenie powiatu znajdują się uprawy kukurydzy, ryżu, orzechów, papryki, batatów i różnego rodzaju owoców, a poza tym duże hodowle owiec. Istnieją także kopalnie złota, wolframu i węgla.

## Podział administracyjny powiatu
W skład powiatu wchodzą następujące jednostki administracyjne:
| Nazwa jednostki administracyjnej | Rodzaj jednostki administracyjnej | Hangul       | Hancha       |
| -------------------------------- | --------------------------------- | ------------ | ------------ |
| Ch’angsŏng-ŭp                    | miasteczko                        | 창성읍       | 昌城邑       |
| Yujŏn-rodongjagu                 | dzielnica pracownicza             | 유전로동자구 | 楡田勞動者區 |
| Kŭmya-ri                         | wieś                              | 금야리       | 錦野里       |
| Okp’o-ri                         | wieś                              | 옥포리       | 玉浦里       |
| Talsan-ri                        | wieś                              | 달산리       | 達山里       |
| Ŭisan-ri                         | wieś                              | 의산리       | 義山里       |
| Insan-ri                         | wieś                              | 인산리       | 仁山里       |
| Yaksu-ri                         | wieś                              | 약수리       | 藥水里       |
| Pongch’ŏn-ri                     | wieś                              | 봉천리       | 峰泉里       |
| Yup’yŏng-ri                      | wieś                              | 유평리       | 楡坪里       |
| Ŏsin-ri                          | wieś                              | 어신리       | 於新里       |
| Sinp’yŏng-ri                     | wieś                              | 신평리       | 新坪里       |
| Raksŏng-ri                       | wieś                              | 락성리       | 洛城里       |
| Yŏnp’ung-ri                      | wieś                              | 연풍리       | 鉛豊里       |
| P’ungdŏk-ri                      | wieś                              | 풍덕리       | 豊德里       |
| Hwadŏk-ri                        | wieś                              | 회덕리       | 檜德里       |
| Wanp’ung-ri                      | wieś                              | 완풍리       | 完豊里       |